# Edgar Wurfbain
Edgar Wurfbain (Leidschendam, 8 september 1977) is een Nederlands acteur die bekend werd door zijn rol als soapacteur in de serie Goudkust. Tegenwoordig is hij actief als producent van televisieprogramma's.

## Biografie
Wurfbain speelde drie jaar lang de rol van Pieter Hardebol in de soap Goudkust. Hierna was hij samen met Thom Hoffman, Gijs Scholten van Aschat en Victor Löw te zien in de telefilm Het glinsterend pantser van Maarten Treurniet. Hierna vertrok hij naar Amerika om een acteursopleiding te volgen aan de  Hollywood Acting School. In 2001 trad hij op in Goede tijden, slechte tijden als Sydney Römer. Na Goede tijden, slechte tijden speelde hij een rol in de film Volle Maan van Johan Nijenhuis en een bijrol in acht afleveringen van seizoen 2 van de serie Costa!.
In 2003 was Wurfbain een van de vaste castleden naast Winston Gerschtanowitz, Froukje de Both, Ellemieke Vermolen en Aukje van Ginneken in de eerste multimediale soap van MSN en Media Republic, Jong Zuid.
Na een gastrol in de serie Bon bini beach beëindigde hij zijn carrière voor de schermen definitief en startte hij na een regieopleiding zijn eigen  productiehuis Starsound Productions. In 2005 liet Wurfbain zich nog een keer zien in de soap Onderweg naar Morgen. Hij verving hier tijdelijk de rol van Aram van de Rest.
Het productiebedrijf van Wurfbain bedacht en produceerde onder andere West International, de eerste Nederlandse tv-show gericht op expats en heeft ook de kinderserie Cubeez op haar naam staan. De serie werd wereldwijd in meer dan 50 landen uitgezonden op zenders als Nickelodeon, National Geographic Junior, Discovery Kids en Channel 4. De serie verscheen in het Engels, Spaans, Frans, Portugees en Arabisch.

## Overig
In 2010 werd Wurfbain door Stichting Wakker Dier genomineerd voor de Meest Sexy Vegetariër van Nederland. Hij moest het opnemen tegen onder andere oud-minister Wouter Bos, schrijver Arthur Japin en journalist Luc Seton. Wurfbain kwam in de finale, maar won de verkiezing uiteindelijk niet. Van 2014 tot 2019 was hij bestuurslid de Stichting Villa Pinedo die zich inzet voor kinderen en jongeren van wie de ouders uit elkaar gaan of zijn gegaan.

## Filmografie
- Goudkust - Pieter Hardebol (1996-1999)
- Het glinsterend pantser - Victor (1998)
- Emergency Exit - Bas (korte film) (2001)
- Goede tijden, slechte tijden - Sydney Römer (2001)
- Volle Maan - Steven (2002)
- Costa! de Serie - Yuri (2002)
- Bon bini beach - Marco (2002-2003)
- Onderweg naar Morgen - Chris Vroman (tijdelijke vervanging, 2005)